# Regulační B-lymfocyt
Regulační B lymfocyty (Breg) představují malou populaci B lymfocytů, která se podílí na imunomodulaci a potlačení imunitní odpovědi. Tyto buňky regulují imunitní systém různými mechanismy. Hlavním mechanismem je výroba protizánětlivého cytokinu interleukinu 10 (IL-10). Regulační účinky Breg byly popsány v různých modelech zánětu, autoimunitních onemocnění, transplantačních reakcí a v protinádorové imunitě.

## Historie
V sedmdesátých letech bylo zjištěno, že Breg může potlačit imunitní reakci nezávisle na produkci protilátek. V roce 1996 Janewayova skupina pozorovala útlum experimentální autoimunitní encefalomyelitidy (EAE) B buňkami v pozdější fázi útlumu onemocnění, nikoli při počáteční fázi vyvolání onemocnění. Podobné výsledky byly uvedeny v modelu chronické ulcerózní kolitidy o rok později. Poté byla role Breg nalezena u mnoha myších modelů autoimunitních onemocnění, jako je revmatoidní artritida nebo systémový lupus erythematodes (SLE).

## Populace Breg
Breg buňky se mohou vyvinout z různých podskupin B-buněk. Zda Breg jednoznačně pocházejí ze specifického prekurzoru nebo pocházejí z konvenčních podmnožin B-buněk, je stále otevřenou otázkou. Breg sdílí mnoho markerů s dalšími typy B buněk kvůli jejich původu. Myší Breg jsou převážně pozitivní na molekuly CD5 a CD1d v konkrétních modelech, jiné modely však ukazují pozitivitu na typické B-buněčné molekuly CD21 a CD23. Populace regulačních B buněk byla nalezena i u člověka. Znaky Breg v periferní krvi jsou molekuly CD19, CD24 a CD38. Nicméně tyto buňky jsou většinou CD24 a CD27 pozitivní po kultivaci s anti-CD40 protilátkou a CpG bakteriální DNA. Dále jsou také pozitivní na aktivační CD25, CD71 nebo inhibiční znak PD-L1 po stimulaci bakteriální DNA CpG a prostřednictvím TLR9.

## Mechanismus působení Breg
Existuje několik mechanismů působení Breg. Nicméně nejdůležitějším mechanismem je produkce IL-10. IL-10 má silné protizánětlivé účinky a inhibuje nebo potlačuje zánětlivé reakce zprostředkované T buňkami, zejména imunitní reakce typu Th1. To bylo prokázáno například u modelu EAE nebo kontaktní hypersenzitivity. Stejně tak bylo prokázáno, že podskupiny regulačních B lymfocytů inhibují Th1 odpovědi produkcí IL-10 během chronických infekčních onemocnění, jako je viscerální leishmanióza. Dalším supresivním mechanizmem Breg je produkce transformujícího růstového faktoru (TGF-β), jiného protizánětlivého cytokinu. Jiný mechanismus působení Breg zahrnuje povrchové molekuly, například FasL nebo PD-L1, které způsobují smrt cílových buněk.

## Aktivace Breg
Klidové B lymfocyty nevytvářejí cytokiny. Po stimulaci lipopolysacharidem (LPS) dochází k produkci TNF, IL-1β, IL-10 a IL-6. To naznačuje, že Breg musí být stimulované k produkci supresivních cytokinů. Existují dva typy signálů, které aktivují Breg. Tyto signály mohou být generované externími patogeny nebo se může jednat o endogenní signál vyvolaný působením jiných buněk. Struktury charakteristické pro patogenní mikroorganismy rozpoznávají receptory TLR, které spouštějí signální kaskádu, na jejímž konci je produkce efektorových cytokinů. Hlavním endogenním signálem je kostimulace prostřednictvím povrchové molekuly CD40 na Breg po navázání na ligand CD40L, který je přítomný na aktivovaných T buňkách.

## Modely působení Breg

### Autoimunitní onemocnění
U autoimunitních chorob je popsáno mnoho modelů účasti Breg v potlačování, případně zmírnění autoimunitní patologie. Nejvíce popisovaným mechanismem působení Bregs je produkce protizánětlivých cytokinů, nejvíce pak IL-10. Tento mechanismus byl popsán u modelu EAE, ale také u lupusu erythrmatodes. Dalším produkovaným cytokinem s protizánětlivým účinkem je TGF-β, který má význam v supresi T lymfocytů například u diabetu. Protizánětlivý stav nemusí být ale vyvolaný jenom cytokiny. Mohou za to i povrchové molekuly, kterou může být například FasL, který po vazbě na receptor cílové buňky vyvolá její apoptózu. Zvýšení exprese této molekuly bylo popsáno na modelu CIA.

### Nádory
Kvůli tlumení imunitních reakcí je možné, že rakovinné bujení využívá Breg pro svůj únik před imunitním systémem. Leukemické B buňky spontánně produkují velké množství IL-10. Podobně sekrece TNF-α B buňkami podporuje rozvoj karcinomu kůže. Avšak je popsán i pozitivní vliv Breg na léčbu rakoviny. U pacientů s rakovinou ve fázi metastáz mají vyšší pravděpodobnost na přežití ti, kteří vykazují vyšší počet CD20 pozitivních B lymfocytů v lymfatických uzlinách.

### Transplantace
Imunosupresivní vlastnosti Breg hrají podstatnou úlohu v alotransplantátech. Je nutné zde tlumit imunitní reakci proti transplantátu a to Breg umí. U ostatních druhů transplantátů se mohou B buňky podílet jak na toleranci, tak spíš častěji na odhojování transplantátu, v závislosti na původu subpopulací Breg.